# Gourdou-Leseurre LGL-32
Le Loire-Gourdou-Leseurre LGL.32 est un avion militaire de l'entre-deux-guerres.

## Conception
De 1925 à 1928, Gourdou-Leseurre fut filiale d'un chantier de construction navale : Les Ateliers et Chantiers de la Loire. Les appareils construits par Gourdou-Leseurre pendants ces 3 années portèrent le préfixe LGL. Le LGL.32 fut le seul avion de la firme à être construit en série. 
Le LGL.32 était propulsé par un moteur Gnome et Rhône 9Ac Jupiter de 420 ch, après les cinq appareils de présérie, ils furent équipés du moteur 9Ady de même puissance. Il était équipé de deux mitrailleuses synchronisées de 7,7 mm.

## Engagements
Le LGL.32 fit son premier vol en 1925, le 16 septembre de cette même année, 16 exemplaires de série furent commandés, ils entrèrent en service fin 1927. Finalement, c'est 380 appareils qui furent livrés à l'aéronautique militaire et 15 à l'aviation navale, 63 appareils furent exportés : 50 à la Roumanie et 12 à la Turquie. 415 appareils ont été construits à Saint-Nazaire, et 60 à Saint-Maur-des-Fossés.
La construction du LGL.32 reprit en 1937, alors qu'il était obsolète : 16 appareils furent livrés au gouvernement basque qui luttait contre les nationalistes espagnols. Les nouveaux LGL.32 étaient équipés d'un train d'atterrissage en "V", au lieu des trains classiques, ce qui permit l'emport d'une bombe ventrale de 100 kg.

### Sources
William Green et Gordon Swanborough, Le Grand Livre des chasseurs